# 蘆竹德馨堂
25°04′46″N 121°17′10″E / 25.079325°N 121.286030°E
蘆竹德馨堂，是位於臺灣桃園市蘆竹區、山鼻站附近的祠堂，爲山鼻陳氏古厝群之一，今建物為1902年落成，列桃園市定古蹟。

## 建築

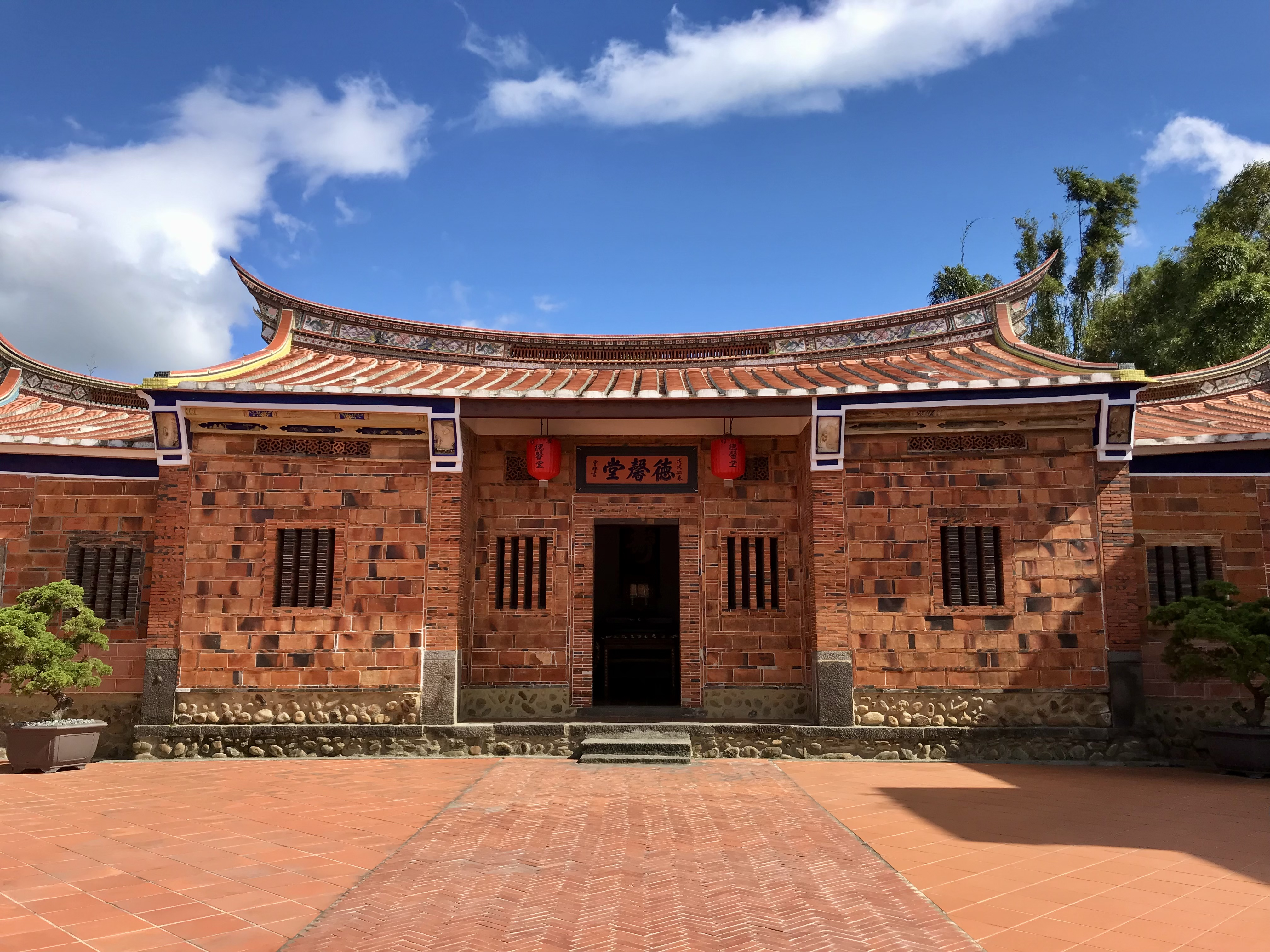
正廳

建立德馨堂的陳姓家族可追溯雍正年間由來山鼻墾荒的陳仲月，於乾隆時期始建立以紀念開台祖陳德馨爲名的宗祠。
在嘉慶年間因械鬥僅剩地基，由來臺台第五代、貢生陳獻琛（陳必懷）號召族人集資1700餘銀圓重建此祠。
桃園市政府文化局表示，建築為傳統閩式三合院，前埕、圍牆、山門、正身，由當時稱「猴仔師」的匠師打造，於1898年重建後，於1902年完工。牌樓、中庭以糯米拌石灰的土磚砌成，大樑則是台灣福杉。牌樓內外書寫「挹爽」、「迎曦」兩幅字，匾額是曾任臺灣民主國的參議員陳雲林所題。中堂木造的神明龕，已於1990年代遭竊。
計畫興建山鼻站時，離此站50公尺的德馨堂面臨徵地拆除，在陳台淇、宗族會總幹事陳定弘及派下子孫奔走下，以「少數僅存形制保存良好之閩南式傳統民居」列桃園市古蹟。族親自籌新台幣172萬9,056元，再由文化部補助426萬元、市府配合248萬5,000元，以共計847萬4,056元進行修復。2019年10月16日開工，市長鄭文燦參加。為保留屋脊上的馬賽克裝飾，採用「撐脊工法」將中脊支撐固定，以修復屋頂下方結構。2021年4月11日，市府秘書長黃志峯主持修復落成啟用儀式。